# Webton Hengelo
Webton Hengelo is een volleybalvereniging uit Hengelo in de Nederlandse provincie Overijssel met ongeveer 500 leden. De club is ontstaan in 2008 uit een fusie tussen de verenigingen VC Hengelo (voormalig HVC Holec) en MTSH. Het eerste herenteam komt uit in de topdivisie en het eerste vrouwenteam speelt in de eerste klasse.